# Ludvig Nicolaus von Scheele
Ludvig Nicolaus von Scheele (født von Scheel) (14. oktober 1796 i Itzehoe – 1. januar 1874 i København) var en dansk-holstensk landdrost, udenrigsminister og minister for Holsten og Lauenborg.

## Tidlig karriere i Hertugdømmerne
Scheele var søn af oberstløjtnant Bendix Ferdinand von Scheel (død 1827), broder til generalløjtnant Heinrich Otto von Scheel, og Martha Charlotte Elisabeth f. Wiebel (d. 1837) og blev født i Itzehoe 14. oktober 1796. Han blev 1816 student i Kiel, 1821 juridisk kandidat i Glückstadt, 1822 volontær i Rentekammeret, 1824 auskultant sammesteds, 1827 amtmand i Hütten og 1831 i Gottorp (fra 1841 tillige i Hütten). Scheele, der 1829 blev kammerherre og 1845 Kommandør af Dannebrog, viste sig som en loyal og antislesvig-holstensk embedsmand, hvorved han vandt Christian VIIIs yndest. Da prinsen af Augustenborg 1846 fjernedes fra statholderskabet i hertugdømmerne, blev Scheele præsident i regeringen på Gottorp Slot og overtog statholderskabets forretninger. Som kongelig kommissær ved de slesvigske stænder samme år bekæmpede han slesvig-holstenismen og hædredes 1847 med Dannebrogsordenens storkors. Scheele måtte vige for oprørsregeringen 1848; væbnet med pistoler til forsvar mod den ophidsede mængde begav han sig til København, hvor Frederik VII, der stod i personligt venskabsforhold til ham, samme år gav ham gehejmekonferensrådstitlen. Under sit otium udgav han 1850-51 et skrift under titlen Fragmente in zwanglosen Heften, hvori han tog ordet for grundlæggelsen af en konstitutionel dansk helstat og for udvidet kommunalfrihed. Han angreb Tillischs sprogreskripter og fordrede fuldstændig ligestilling af begge sprog i Slesvigs blandede distrikter. Scheele udnævntes 1852 til landdrost for herskabet Pinneberg og stillede sig det følgende år som kongelig kommissær ved de holstenske stænder skarpt afvisende over for ridderskabets slesvig-holstenske oppositionsforslag.

## Politisk karriere
Da det kom til en alvorlig konflikt mellem ministeriet Ørsted-Bluhme og den danske Rigsdag i anledning af hints forslag om at indskrænke dennes myndighed og planen om at lade kongen af fri magtfuldkommenhed udstede den fremtidige helstatsforfatning, henlededes de liberale føreres, C.C. Halls og A.F. Tschernings, opmærksomhed i marts 1854 på Scheele, der havde en høj stjerne både hos kongen og dennes morganatiske gemalinde, grevinde Danner. Frederik VII opfordrede ham til at danne et ministerium, men fik et afslag. Da kabinettet Ørsted-Bluhme lod Frederik VII udstede den enevældige helstatsforfatning af 26. juli 1854, rejste der sig en sand storm mod regeringen både fra nationalliberal og demokratisk side. Efter at en Folketingsopløsning havde fået et for ministeriet uheldigt udfald, og folkestemningen begyndte at vende sig mod kongen personlig, tyede denne atter til Scheele. Under sin rejse i hertugdømmerne i efteråret 1854 konfererede han med Scheele i Pinneberg, og her indlededes planen om ministeriets afskedigelse. Scheele gik derefter til Berlin som overbringer af en kongelig høflighedsskrivelse til Frederik Vilhelm IV. Under en samtale, han havde med ministerpræsident Otto Theodor von Manteuffel, ytrede denne, at det var ønskeligt, om Danmark under de usikre europæiske forhold snarest muligt fik spørgsmålet om fællesforfatningen ordnet. Scheele begav sig til Frederiksborg og fremstillede for kongen nødvendigheden af at komme til forståelse med Rigsdagen, selv om kabinettet Ørsted-Bluhme skulle ofres. Frederik VII gik ind herpå, og da han forgæves foreslog ministeriet at betræde den liberale, konstitutionelle vej med hensyn til Grundlovsforandringen og Fællesforfatningen, modtog han ministrenes demission. 12. december 1854 dannede Scheele et nyt kabinet, i hvilket han selv blev udenrigsminister og minister for Holsten og Lauenborg, medens C.C.G. Andræ og Hall overtog henholdsvis Finansministeriets og Kultusministeriets porteføljer; P.G. Bang, en ikke-politisk personlighed, førte forsædet i kabinettet.

## Decemberministeriet
Decemberministeriet, der bestod af uensartede elementer, gik dog fast og enigt til løsningen af sin hovedopgave: ordningen af monarkiets forfatningsforhold. Scheele betonede over for Rigsdagen nødvendigheden af sagens hurtigst mulige tilendebringelse, og således blev da ved samstemning mellem hin og regeringen den konstitutionelle fællesforfatning af 2. oktober 1855 til. Efter at den var bragt til Rigsdagens kundskab, trådte den ud i livet. Den preussiske og den østrigske udenrigsminister lykønskede begge Scheele til dette resultat. Inden det nye Rigsråd trådte sammen, var Scheele som minister for Holsten kommet på en meget spændt fod med hertugdømmets stænderforsamling. Han søgte at indskrænke de adelige godsejeres indflydelse og vinde middelstanden og landbefolkningen for sig ved at foreslå frisindede reformer som udvidelse af forsamlingens finansielle myndighed, forøgelse af ministeransvarligheden, afskaffelse af adelens patrimonialjustits og skatteprivilegier. Men ved sin myndige optræden og sin strenge forvaltning vakte han en sådan misstemning, at disse i sig selv prisværdige forslag ikke fandt tilslutning. Da stænderne fandt deres myndighed tilsidesat ved nogle administrative anordninger, Scheele på egen hånd havde gennemført, vedtog de en mistillidserklæring og rejste i februar 1856 tiltale mod ham ved Overappellationsretten i Kiel, der dog erklærede sig for inkompetent til at dømme i sagen (september samme år). Rigsrådet var imidlertid 1. marts 1856 trådt sammen i København, og her bekæmpede Scheele Carl Scheel-Plessens påstand om, at Fællesforfatningen var ugyldig, fordi den var gennemført uden medvirkning af hertugdømmernes stænder, ligesom han afviste fordringen om, at den skulle forelægges disse. Da de tyske stormagter i noter stillede sig på Scheel-Plessens og meningsfællers side, begyndte det langvarige dansk-tyske noteskifte, som Scheele fra vor side førte i dets første stadium. Scheele sad i Rigsrådet i 1856-57 og igen kortvarigt i 1858.

## Vurdering af Scheeles personlighed
Som udenrigsminister havde Scheele gode repræsentative egenskaber: hans holdning og ydre optræden udmærkede sig i reglen ved en vis elegance, han var intelligent og udtrykte sig med lethed; men på den anden side kunne han i sit væsen være burschikos og frastødende. Denne sidste uheldige egenskab formåede han ikke altid at beherske i sine samtaler med den preussiske og den østrigske gesandt. Blandt Scheeles noter under striden med Tyskland må noten og memoiren af 23. februar 1857 fremhæves. Han gjorde deri klart og skarpt rede for udviklingsgangen i Fællesforfatningens tilblivelse og afviste påstanden om, at den savnede retsgyldighed. Han hævdede, at regeringen ikke kunne have forelagt forfatningen både for de holstenske stænder og for kongerigets Rigsdag, eftersom hine kun havde rådgivende, men denne besluttende myndighed. Kongen ville da kun have kunnet tage hensyn til stændernes råd, når disse havde stemt overens med Rigsdagens beslutninger; men det ville have været krænkende for stænderne.

## Modstand modskandinavismen
Den gang Scheele afsendte disse aktstykker, befandt ministeriet sig i en alvorlig krise, der skyldtes hans optræden over for den skandinaviske bevægelse. Den store gunst, han stod i hos kongen og grevinde Danner, bevirkede, at han af og til satte sig ud over det skyldige hensyn til sine kolleger i kabinettet. Efter at et kongeligt reskript havde bestemt, at grevinden skulle indføres i Statskalenderen som kongens morganatiske gemalinde, gjorde Scheele som udenrigsminister skridt for, at det fremmede diplomati herefter skulle behandle hende som officiel personlighed. Hans bestræbelser i den retning, af hvilke de øvrige ministre naturligvis ikke følte sig tiltalte, blev dog frugtesløse. I september 1856 stillede Scheele endog i Statsrådet forslag om apanage til grevinden, hvad der opbragte hans kolleger således, at de truede med at demissionere. Kongen gav Scheele det hverv at danne et nyt ministerium; men han formåede det ikke. Andræ rekonstruerede da 18. oktober 1856 kabinettet, hvori Scheele beholdt sine hidtidige porteføljer. Scheeles antiskandinaviske holdning fremkaldte, som ovenfor berørt, en ny krise. Over for kronprins Karl af Sverige-Norge havde han allerede under dennes besøg her i september 1856 forsikret, at skandinavismen kun hyldedes af nogle studenter i København. Da Scheele mente, at denne bevægelse var faretruende for bevarelsen af det danske monarkis integritet, sendte han på egen hånd, uden kollegernes samtykke, 20. februar 1857 gesandterne en rundskrivelse, hvori han protesterede mod skandinavismen og tillod sig den dristige ytring, at den svensk-norske regerings holdning over for denne næppe var korrekt. Herimod nedlagde kabinettet i Stockholm indsigelse. Da nu Scheele ved forelæggelsen af diplomatiske aktstykker for Rigsrådet angående Øresundstoldens afløsning var gået videre, end hans kolleger havde haft grund til at vente, gjorde denne selvrådige adfærd krisen akut. Ministrene indgav deres demission, og Scheele trådte selv tilbage 17. april 1857, efter at han forgæves havde søgt at danne et nyt kabinet.
Scheele, som 1854 var blevet Elefantridder, udnævntes 1857 igen til landdrost i Pinneberg og var fremdeles genstand for kongens særlige bevågenhed og nåde. Hans rolle i Rigsrådet 1858 var kun af underordnet betydning. I december 1861 konstitueredes Scheele tillige som overpræsident i Altona, men han fjernedes fra sine embeder af de tyske forbundskommissærer i december 1863. Han døde i København 1. januar 1874 og blev begravet i Pinneberg. Scheele havde 1827 ægtet Sarah Margrethe Markoe (født 1806 i Vestindien, død 1876 i Slesvig).
I løbet af sin karriere var Scheele blevet kammerjunker 1822, kammerherre 1829, gehejmekonferensråd 1848, ordensvicekansler 1857, fik rang med gehejmestatsministre 1831, Dannebrogsmand 1840, Kommandør af Dannebrog 1845, Storkors 1847 og Elfantridder 1854.
Der findes et maleri af Carl Fiebig (Frederiksborgmuseet, Jægerspris Slot) og et træsnit af C.L. Sandberg 1874 og af H.P. Hansen. Portrætteret på træsnittet: Ministeriet Bang 1854.